# San Clemente (Californië)
San Clemente is een plaats (city) in de Amerikaanse staat Californië, en valt bestuurlijk gezien onder Orange County.

## Demografie
Bij de volkstelling in 2000 werd het aantal inwoners vastgesteld op 49.936.
In 2006 is het aantal inwoners door het United States Census Bureau geschat op 61.050, een stijging van 11114 (22.3%).

## Geografie
Volgens het United States Census Bureau beslaat de plaats een oppervlakte van
47,5 km², waarvan 45,6 km² land en 1,9 km² water. San Clemente ligt op ongeveer 71 m boven zeeniveau.

## Plaatsen in de nabije omgeving
De onderstaande figuur toont nabijgelegen plaatsen in een straal van 24 km rond San Clemente.

## Geboren
- Jennifer Kessy (1977), beachvolleyballer
- Chloe East (2001), actrice

## Overleden
- Christine Jorgensen (1927-1989), de eerste transvrouw van de Verenigde Staten